# Филиппов, Михаил Авраамович
Михаил Авраамович Филиппов (1828—1886) — российский юрист, писатель

, историк, переводчик и публицист. Отец М. М. Филиппова.

## Биография
Михаил Филиппов родился 25 марта (6 апреля) 1828 года в городе Николаеве в семье нотариуса. Воспитывался в Ришельевском лицее, откуда перешел на юридический факультет Императорского Санкт-Петербургского университета. По окончании в 1851 году курса со степенью кандидата прав, М. А. Филиппов посвятил себя юридической и журналистской деятельности.
Служил в штате Попечительного комитета об иностранных поселенцах (1855—1857), во Временной комиссии для окончания дел и счетов Черноморского ведомства (1863—1864). С 1864 года в отставке. Издатель-редактор журнала «Век» (1882—1884).
Михаил Авраамович Филиппов дебютировал на литературном поприще в журнале «Современник» статьями по юридическим вопросам («Взгляд на русское судоустройство и судопроизводство» 1859 г., книги 1, 3, 4, 7 и 8) и обличительною повестью «Полициймейстер Бубенчиков» (там же, 1859, кн. 10). В том же журнале (1861, книги 2 и 3, и 1862, книги 3 и 4) был напечатан его «Взгляд на русские гражданские законы». 
Затем, в журнале «Русском слове» были помещены следующие статьи М. Филиппова: «Характер специфических женских преступлений и наказаний» (1863, кн. 4), «Мировой суд» (1863, кн. 5), «Смертная казнь» (кн. 11 и 12), «Невинные юриспруденты» (1864, кн. 6), «О судебной статистике в России» (1864, книга 7). 
В журнале «Эпоха» были опубликованы статьи Филиппова: «О коммерческих судах и торговой несостоятельности» (1864, № 1) и «Об особых родах гражданского судопроизводства» (№ 10). Большая часть этих статей по частям вошла в его наиболее значительный двухтомный труд — «Судебная реформа в России» (1872—1875). 
В начале 1873 году отдельным изданием вышла в свет книга Михаила Авраамовича Филиппова под заглавием: «История карательных учреждений в Европе, Америке и России» (1873).
В литературном журнале «Отечественные записки» (№ 8 и 9, 1872) была помещена статья «О праве собственности на произведения наук и словесности», а в ежемесячнике «Русская старина» (том VIII, 1873) — «Тюрьмы в России», собственноручный проект императрицы Екатерины II (перевод с французского). 
Изданный в свет в начале 1870-х годов роман «Скорбящие» был изъят из обращения цензурой. Более удачная судьба ждала последующие беллетристические работы Филиппова. Так, роман «Рассвет» (1873) выдержал три издания (во втором и третьем — 1875 и 1878 — он назван «Петербургский полусвет») и «Патриарх Никон» — два, в 1885 и 1888 гг. Кроме того, перу Филиппова принадлежит историческая повесть «Под небом Украйны» и неоконченный роман «Последние из Вострых и Шустрых», печатавшийся в журнале «Век», который Филиппов издавал в 1882—1883 гг. Статьи и фельетоны Филиппов, кроме вышеназванных изданий, печатались: в «Новостях», «Новом времени», «Санкт-Петербургских ведомостях», «Свете» и других периодических печатных изданиях Российской империи. Последние годы Филиппов посвятил преимущественно занятиям отечественной историей и писал историю России со времен императрицы Елизаветы Петровны.
В посмертный сборник «Исторические очерки и рассказы» (1890) вошли фантастические произведения («Двойник императрицы Елизаветы Петровны», «Император Николай I и статуя Вольтера», «Граф Калиостро»).
Михаил Авраамович Филиппов умер 11 (23) ноября 1886 года в городе Риге.